# Josep Gòrriz i Verdú
Josep Gòrriz i Verdú   (Sabadell, 21 de desembre de 1956) és un escriptor català. Ha publicat més d'una vuitantena d'obres, adreçades majoritàriament a un públic juvenil.

## Biografia
Josep Gòrriz és diplomat en Magisteri i llicenciat en Llengua i Literatura Catalana. Ha treballat set anys com a professor d'EGB a Sabadell, i en l'actualitat (2007) fa classes a l'institut Investigador Blanxart, de Terrassa. És casat i té dos fills, Helena i Bernat, que han inspirat bona part de la seva producció infantil. Dedica cinc hores diàries a escriure. Ha fundat i dirigit, amb Montserrat Beltran, la revista literària Laberint i participa en diversos jurats de premis literaris.
Actualment fa rutes pels instituts i escoles de Catalunya i Andorra. El nois que participen en aquests tallers de lectura han llegit els seus llibres. En Josep Gòrriz dedica part de la seva vida a ensenyar als nois que ser escriptor és possible, només cal viure experiències i plasmar-les en un text. Gorriz explica les seves experiències i deixa als nois preguntar-li tot allò que els interesa i volen saber. Tothom que ha pogut parlar amb ell, sigui un nen, un noi o un adult, podran entreveure que en Josep és una persona que ha dedicat i dedica part de la seva vida en l'escriptura, a ensenyar a la gent que tot és possible i a lluitar per allò que volen. A partir del 2013 en forma part del jurat i coordina el Premi de conte Tal com sents des de l'institut Investigador Blanxart de Terrassa.

## Premis literaris[calcitació]
- Premi Jocs Florals del Vallès Oriental de prosa, 1988: Objectiu incert.
- Premi Francolí de prosa, 1988: Roda que roda la roda del món.
- Premi Ciutat d'Olot, 1990: Incendi a l'Arxiu Històric.
- Premi Ferran Canyameres, 1990: Diana caçadora.
- Premi Calassanç de narrativa, 1990: El camí de l'aigua.
- Premi Lletres de la Fundació Amics de les Arts i les Lletres, 1991: trajectòria literària.

## Narrativa infantil
- Història d'una sabata noble il·lustracions Rosa M. Curto (Edebé, 1993)
- Pinyons de maduixa (Barcanova, 2003)
- Les set cases del Buti (Bambú, 2006)

## Narrativa juvenil
- Cel de colors il·lustracions Elisabet Medina (PAM, 1990)
- Els quatre i mig i la ballarina russa (Baula, 2001)

## Narrativa per a adults
- Calidoscopi (Edic. de l'Autor, 1986)
- A la recerca dels assassins (Edic. de l'Autor, 1986)
- Arrels de Sabadell il·lustracions Francesc Cueto (La Caixa, 1987)
- L'escalador estimbat (L'Atzar, 1987)
- Cop de destral (L'Atzar, 1988)
- Irene: diari d'una mestra (Editorial Egara, 1991)
- El notari (Tres i Quatre, 1992)

## Novel·la infantil
- Sota el volcà lila il·lustracions Carmen Levi (Editorial Casals, 1992)
- On és el nen? il·lustracions Àngels Comella (El Arca de Junior, 1993)
- El novè graó (Editorial Barcanova, 1993)
- El doctor Guineu il·lustracions Pere Puig (Alfaguara, 1993)
- Què passa dins del cucut? il·lustracions Imma Pla (El Arca de Junior, 1994)
- El vol de l'Oreneta il·lustracions Francesc Rovira (Bruño, 1994)
- El camí de l'aigua il·lustracions Mercè Canals (La Galera, 1994)
- Renoi, quina visita! il·lustracions Miquel Rof (Editorial Baula, 1995)
- Final d'infart il·lustracions Joma (Casals, 1995)
- Per molts anys, Bernat! il·lustracions Lluïsot (Editorial Cruïlla, 1995)
- La noia del jersei groc (Editorial Cruïlla, 1996)
- El pescador pescat il·lustracions Xavier Porrata (Editorial Cruïlla, 1996)
- Qui vol aquesta casa? il·lustracions Francesc Rovira (Edebé, 1996)
- Un gat ben difícil (Casals, 1997)
- El secret de les ulleres (Edebé, 1998)
- Els quatre i mig i el noi de la moto (Baula, 1999)
- En Roc Dinamita (La Magrana, 1999)
- Història d'una sabata noble (Edebé, 1999)
- Un gat ben difícil (Casals, 2000)
- El Doctor Guineu (Alfaguara [etc.], 2000)
- Els quatre i mig i la ballarina russa (Baula, 2001)
- Tapa't els peus (Cruïlla, 2001)
- Per molts anys, Bernat! (Cruïlla, 2001)
- El secret de l'àvia  (Cadí, 2002)
- El pescador pescat (Cruïlla, 2002)
- El vol de l'oreneta (Bruño, 2002)
- L'enxanparem, Helena! (Cruïlla, 2003)
- El doctor Guineu (Grup Promotor, 2004)
- Sota el volcà lila (Casals, 2004)
- L'encanteri de les arrels (Planeta & Oxford, 2005)
- Obre la capseta! (Barcanova, 2005)
- I nosaltres, què? (Edicions del Pirata, 2005)
- El mag i el vescomte  (Bruño, 2006)
- La Cira (Barcanova, 2006)
- L'ogre menjanens (Planeta Oxford, 2007)
- Més contes de la Cira (Barcanova, 2007)
- En Roc & companyia (Barcanova, 2009)
- La reina de la bicicleta (Baula, 2013)
- Kangú, el gos cangur (Cruïlla, 2014)
- El misteri de les carbasses (Fiction Express, 2024)
- Can Murri Trencapins (Fiction Express, 2025)

## Novel·la juvenil
- A la recerca dels assassins (Edic. de l'Autor, 1986)
- L'escalador estimbat il·lustracions Josep Maria Beà (Editorial L'Atzar, 1987)
- Cop de Destral il·lustracions Francesc Cueto (Editorial L'Atzar, 1988)
- Avinguda Gibraltar il·lustracions Isidre Monés (Editorial Pirene, 1989)
- Incendi a l'Arxiu Històric (Editorial Pirene, 1990)
- El virus de la revolta il·lustracions Mercè Ortí (Editorial Barcanova, 1990)
- Incendi a l'Arxiu Històric (Editorial Pirene, 1990)
- Diana caçadora il·lustracions Carles Castellví (Editorial Baula, 1991)
- Aigua de pau (Editorial Barcanova, 1991)
- Hotel Salamandra (Editorial Cruïlla, 1991)
- Adéu, Cecília (Editorial Empúries, 1992)
- Inquietud a l'aula 51 (Columna, 1992)
- Complot: virus K-4 (Columna, 1993)
- El novè graó (Editorial Barcanova, 1993)
- No surtis amb estranys (Editorial Pirene, 1993)
- El creuer de la mort (La Galera, 1994)
- Nocturn (Cruïlla, 1994)
- Homicidi (Tres i Quatre, 1995)
- Punt negre (Editorial Baula, 1995)
- Final d'infart (Casals, 1995)
- Negres juguen i perden (Castellnou, 1996)
- El noi solitari (Editorial Empúries, 1996)
- Fissures (Alfaguara, 1996)
- Els quatre i mig il·lustracions Tha (Editorial Baula, 1997)
- La colla de mar (Casals, 1999)
- La noia del jersei groc (Cruïlla, 1999)
- Quan s'obre una porta (La Magrana, 1999)
- La colla del Mar i el secret de la caixa forta (Casals, 2000)
- Mons diferents (Baula, 2000)
- La Colla del Mar i el botí de l'Ulisses (Casals, 2003)
- Natasha (Baula, 2008)
- El dia més feliç  (Barcanova, 2008)
- Mai no et podré estimar (Baula, 2017)

## Teatre
1. Pluja de versos. Composició i direcció musical: Joan Martínez; direcció escènica: Antònia Genescà. [conte musical estrenat el 22-11-2003 al pavelló Municipal de Matadepera]